# Suonenjoki

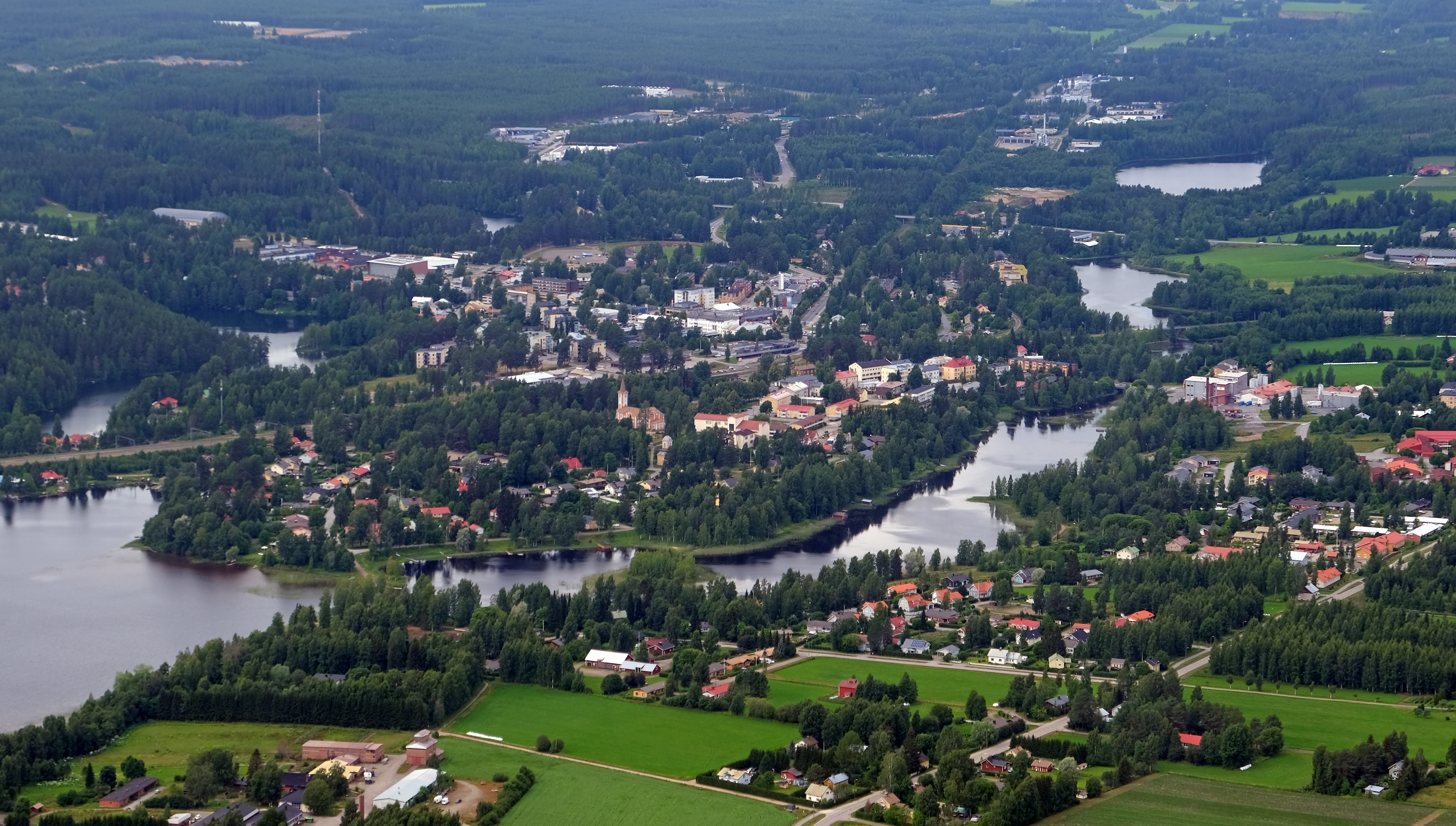
Suonenjoki

Suonenjoki [ˈsuɔnɛnjɔki] ist eine Stadt in der finnischen Region Savo mit 6763 Einwohnern (Stand 31. Dezember 2022). Sie liegt in der Landschaft Nordsavo 50 Kilometer südwestlich von Kuopio. Nachbargemeinden von Suonenjoki sind Karttula im Norden, Leppävirta im Osten, Pieksämäki im Süden, Rautalampi im Westen und Tervo im Nordwesten.

## Überblick
Außer dem Stadtzentrum gehören zu Suonenjoki die im ländlichen Umland gelegenen Dörfer Herrala, Hulkkola, Iisvesi, Jauhomäki, Karkkola, Kukkola, Kutumäki, Kuvansi, Kärkkäälä, Liedemäki, Luukkola, Lyytilänmäki, Markkala, Nuutila, Piispalanmäki, Pörölänmäki, Rajalanniemi Sydänmaa, Toholahti, Tyyrinmäki, Vauhkola, Vehvilä, Viippero und Jalkala. Das Stadtzentrum teilt sich zudem in die Stadtteile Harakkaniemi, Keskusta, Kirkkolanniemi, Kolmisoppi, Kopola, Käpylä, Lampientaipale, Mannilanpelto, Metsola, Pappilanpelto, Purola, Tervala, Yhteislaidun und Valkeisenmäki.
Die Staatsstraße 9 (E 63) von Jyväskylä nach Kuopio durchquert Suonenjoki ebenso wie die Eisenbahnstrecke von Kouvola nach Iisalmi. Am 12. August 1998 kam es in der Stadt zu einem Eisenbahnunglück, bei dem ein Personen- und ein Güterzug kollidierten und 25 Menschen verletzt wurden.
Der Erdbeeranbau ist der wichtigste Erwerbszweig von Suonenjoki. So bezeichnet sich die Stadt auch als „Erdbeerstadt Finnlands“ und trägt ein Erdbeerblatt im Wappen. Alljährlich im Juli wird in Suonenjoki ein „Erdbeerkarneval“ veranstaltet. Von 1995 bis 2006 fand in der Stand mit dem Metal-Festival Jörisrock eine weitere größere Veranstaltung statt.

## Politik

### Gemeinderat
Wie in den meisten ländlichen Gegenden Finnlands ist in Suonenjoki die bäuerlich-liberale Zentrumspartei die stärkste Partei. Im Gemeinderat wurde sie auch bei der Kommunalwahl 2017 mit etwa 38 % der Stimmen und 11 von 27 Abgeordneten stärkste Kraft. Die Sozialdemokraten sind mit fünf, die rechtspopulistischen Wahren Finnen mit vier Sitzen im Gemeinderat vertreten. Die konservative Nationale Sammlungspartei verfügt über drei Vertreter. Darüber hinaus sind im Gemeinderat das Linksbündnis und die Christdemokraten mit je zwei Mandaten vertreten.
| Partei                    | Wahlergebnis 2017 | Sitze   |
| ------------------------- | ----------------- | ------- |
| Zentrumspartei            | 37,9 % (−2,4)     | 11 (±0) |
| Sozialdemokraten          | 18,0 % (+4,2)     | 5 (+1)  |
| Wahre Finnen              | 15,8 % (+2,9)     | 4 (+1)  |
| Nationale Sammlungspartei | 12,4 % (+1,8)     | 3 (±0)  |
| Linksbündnis              | 9,4 % (−4,9)      | 2 (−2)  |
| Christdemokraten          | 6,5 % (−0,3)      | 2 (±0)  |

## Söhne und Töchter
- Kalle Jalkanen (1907–1941), Skilangläufer
- Erkki Junkkarinen (1929–2008), Sänger
- Liisa Suihkonen (* 1943), Skilangläuferin
- Kari Tapio (1945–2010), Sänger
- Pekka Korhonen (* 1995), Politikwissenschaftler
- Iiro Pakarinen (* 1991), Eishockeyspieler